# Rimon-et-Savel
Rimon-et-Savel è un comune francese di 34 abitanti situato nel dipartimento della Drôme della regione dell'Alvernia-Rodano-Alpi.

## Società

### Evoluzione demografica
Abitanti censiti